# Brusnica
Brusnica (znanstveno ime Vaccinium vitis-idaea) je droben zimzelen grmiček iz družine vresovk (Ericaceae). Ima užiten plod, vendar jo navadno obirajo v naravi, gojena pa je redka. Domači habitat so subpolarni gozdovi severne Evrazije in Severne Amerike v zmernem do subarktičnem podnebju.
Poznamo dve zelo podobni geografski sorti vrste Vaccinium vitis-idaea:
- Vaccinium vitis-idaea var. vitis-idaea L., evrazijska sorta. Listi dolgi 10–25 mm.
- Vaccinium vitis-idaea var. minus Lodd., Severna Amerika. Listi dolgi 7–20 mm.

Grmički brusnice obeh sort so navadno 10–40 cm visoki in pritlične rasti. Bolje uspevajo v senci in na stalno vlažnih, kislih tleh. Uspeva tudi na s hranili bogatih tleh, na alkalnih pa ne. Vrsta je izredno trdoživa in prenaša temperature celo pod −40 °C, vročina pa ji škoduje.
Brusnica je polesenela, liste pa obdrži tudi v najhujših zimah. To je za širokolistno rastlino precej nenavadno. Razrašča se s podzemeljskimi korenikami. Cveti v zgodnjem poletju z zvonastimi belimi cvetovi. Plod, ki je neprava jagoda, je rdeč in kisel ter dozori v poznem poletju ali jeseni.